# Pařízek
Pařízek je malá vesnice, část obce Mladějov v okrese Jičín. Nachází se asi 0,5 km na sever od Mladějova. V roce 2009 zde bylo evidováno 31 adres. V roce 2001 zde trvale žilo 14 obyvatel.
Pařízek leží v katastrálním území Mladějov v Čechách o výměře 4,83 km².

## Galerie

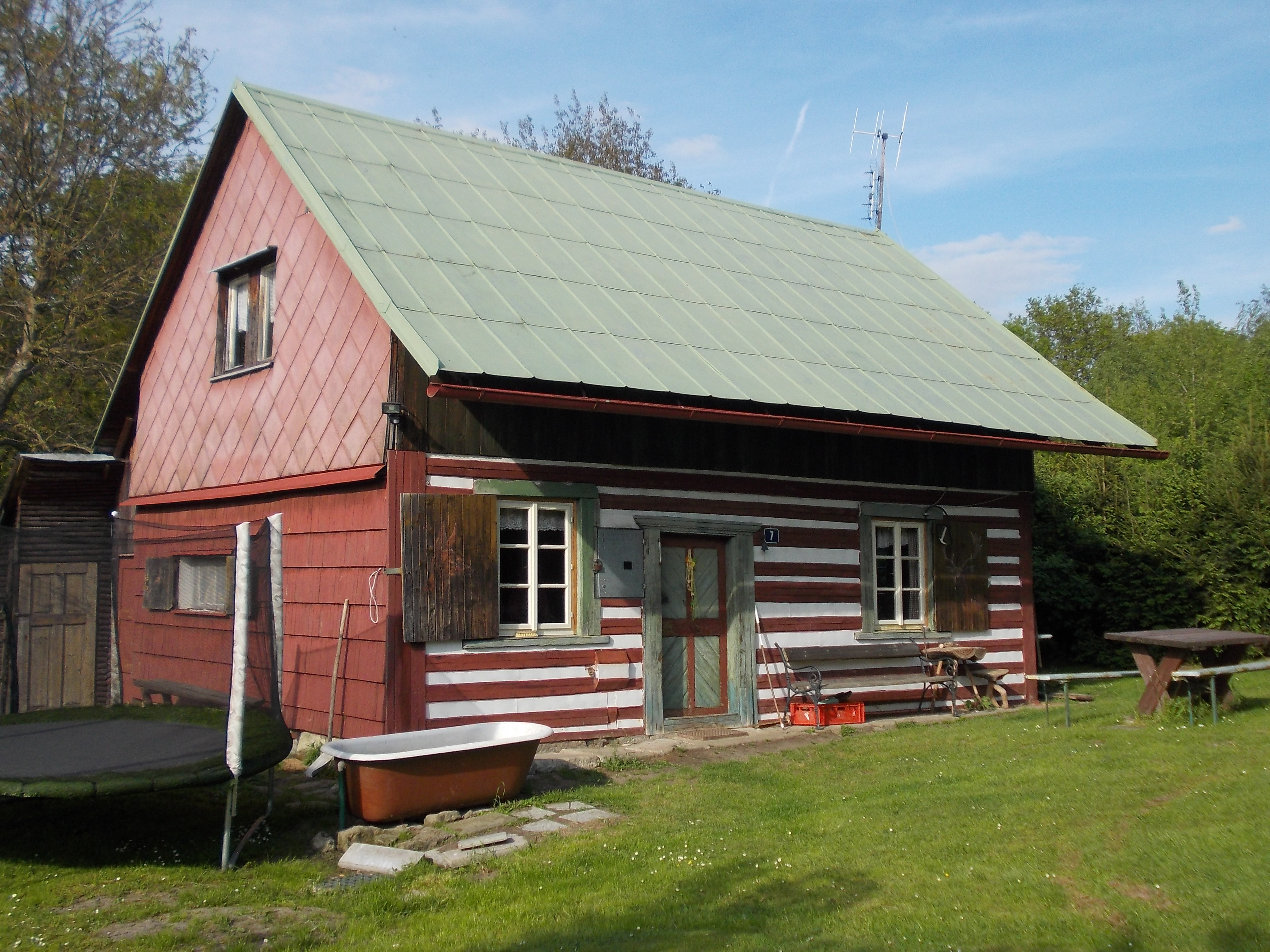
Chalupa
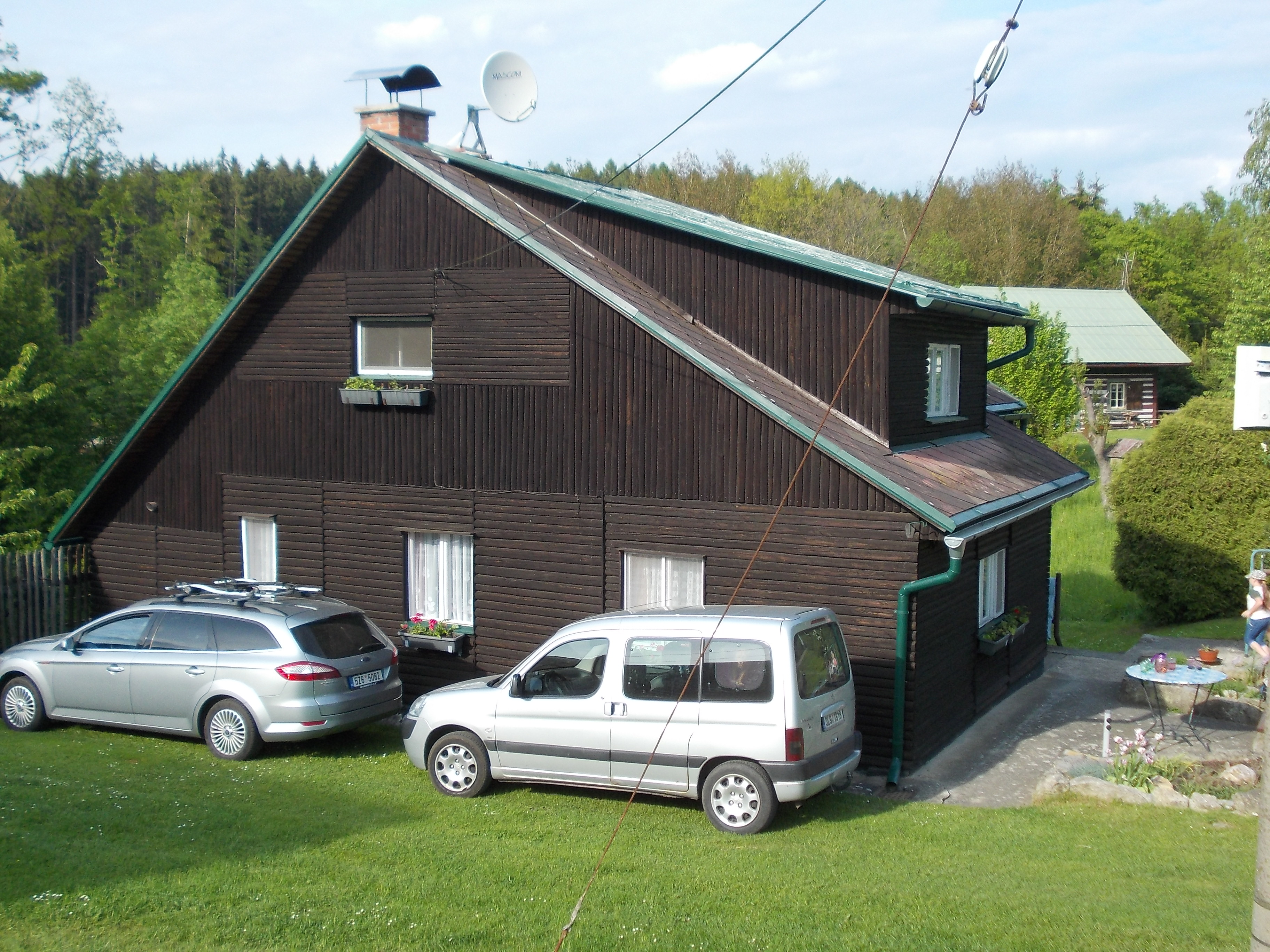
Auta u chaty